# 贝利韦尔城堡
贝利韦尔城堡是一座哥特式城堡，位于巴利阿里群岛马略卡岛帕尔马西北3公里的小山上，由国王阿拉贡的詹姆士二世兴建于14世纪，兼有王宫和防御的功能。其独特之处是它的形状，从外墙到内院，都是圆形，是欧洲的少数几座圆形城堡之一。从18世纪到20世纪中叶，这座城堡长期作为军事监狱使用，现在属于帕尔马市议会所有，是马略卡岛上主要名胜古迹之一，该市的历史博物馆也设在这座城堡。